# دامون ميراني
دامون ميراني (بالهولندية: Damon Mirani)‏ (13 مايو 1996 في هولندا - ) هو لاعب كرة قدم هولندي في مركز الدفاع. شارك مع منتخب هولندا تحت 17 سنة لكرة القدم ومنتخب هولندا تحت 19 سنة لكرة القدم. أما مع النوادي، فقد لعب مع أياكس أمستردام وشباب أياكس.

## روابط خارجية
- دامون ميراني على موقع قاعدة بيانات كرة القدم.إي يو (الإنجليزية)
- دامون ميراني على موقع Soccerway.com (الإنجليزية)
- دامون ميراني على موقع عالم كرة القدم.نت (الإنجليزية)